# 豊島区立千登世橋中学校
豊島区立千登世橋中学校（としまくりつちとせばしちゅうがっこう）は、東京都豊島区目白にある公立中学校。

## 概要
千登世橋中学校は、豊島区内にある8つの区立中学校の1つである（2021年現在）。旧雑司谷（ぞうしがや）中学校と旧高田（たかた）中学校との併合によって、1999年に旧雑司谷中の校舎に開校し、2002年に学習院大学に隣接する旧高田中跡地に移転した。歴史は浅いながら、ロボット部はコンテスト全国大会において優勝するほか、吹奏楽部が5年連続金賞を受賞し3年連続金賞の際に特別表彰されるなどの実績を残している。

## 沿革
- 1999年4月1日 - 旧雑司谷中と旧高田中の統合新校として旧雑司谷中校舎にて開校
- 2002年4月1日	- 旧高田中跡地の新校舎に移転

12月1日 - 工作部が第3回創造アイデアロボットコンテスト関東甲信越大会において第3位
- 2004年2月12日 - 平成15年（2003年）度東京都学校歯科保健優良校表彰

12月5日 -	ロボット部が第5回創造アイデアロボットコンテスト関東甲信越大会において優勝
- 2005年1月22日 - ロボット部が第5回創造アイデアロボットコンテスト全国大会において準優勝

2月17日 -	平成16年度（2004年）東京都学校歯科保健優良校表彰
12月4日 - ロボット部が第6回創造アイデアロボットコンテスト関東甲信越大会出場
- 2006年2月16日 - 平成17年（2005年）度東京都学校歯科保健優良校表彰

12月3日 - ロボット部が第7回創造アイデアロボットコンテスト関東甲信越大会出場
- 2007年2月22日 - 平成18年（2006年）度東京都学校歯科保健優良校表彰
- 2008年1月24日 - ロボット部が第8回創造アイデアロボットコンテスト全国大会出場

8月6日 - 陸上部が女子200M走において第36回関東中学校陸上競技選手権大会出場
11月1日 - 東京都「健康づくり優秀学校（学校給食分野）」表彰
- 2009年1月24日 - ロボット部が第9回創造アイデアロボットコンテスト全国大会出場

11月26日 - 平成21年（2009年）度「学校給食」文部科学大臣表彰を受賞
12月6日 - 男子陸上部が第18回関東中学校駅伝競走大会出場
- 2010年1月24日 - ロボット部が第10回創造アイデアロボットコンテスト全国大会出場
- 2011年1月22日 - ロボット部が第11回創造アイデアロボットコンテスト全国大会出場

9月3日 - 女子陸上部が平成23年度ジュニアオリンピック陸上競技大会出場
12月4日 - 女子陸上部が第20回関東中学校駅伝競走大会出場
12月11日 - パソコン部が第11回毎日パソコン入力コンクール全国大会第2位
- 2012年1月22日 - ロボット部が第12回創造アイデアロボットコンテスト全国大会出場（審査員特別賞）

2月23日 - 東京都学校歯科保健優良校表彰
4月18日 - 平成24年度「科学技術分野・創意工夫育成功労学校賞」として文部科学大臣表彰を受賞
- 2013年1月25日 - ロボット部が第13回創造アイデアロボットコンテスト全国大会第3位

3月24日 - 女子バスケット部が東日本大震災復興祈念大会出場（東京都代表）準優勝
8月2日 - 第53回東京都中学校吹奏楽コンクールB組金賞受賞
- 2014年2月7日 - 第59回青少年読書感想文全国コンクール学校賞受賞

2月23日 - 東京都学校歯科保健優良校表彰
- 2015年6月 - 第14回毎日パソコン入力コンクール6月大会東京都知事賞

6月 - 第15回毎日パソコン入力コンクール6月大会東京都知事賞
8月 - 第54回東京都中学校吹奏楽コンクールB組金賞
8月 - 第41回全日本中学校陸上競技選手権大会出場
8月 - 第55回東京都中学校吹奏楽コンクールＢ組金賞
8月 - 第43回関東中学校陸上競技選手権大会出場
10月 - 第14回毎日パソコン入力コンクール秋季大会東京都知事賞
12月 - ロボット部第15回創造アイデアロボットコンテスト関東甲信越大会出場
12月 - ロボット部第16回創造アイデアロボットコンテスト関東甲信越大会出場
1月 - ロボット部第15回創造アイデアロボットコンテスト全国大会出場
1月 - ロボット部第16回創造アイデアロボットコンテスト全国大会出場
- 2016年12月 - ロボット部第17回創造アイデアロボットコンテスト関東甲信越大会出場

12月 - ロボット部第17回創造アイデアロボットコンテスト全国大会出場
- 2017年12月 - ロボット部第18回創造アイデアロボットコンテスト関東甲信越大会活用部門第3位

12月 - ロボット部第18回創造アイデアロボットコンテスト全国大会基礎部門第3位
- 2018年12月 - 東京都健康作り優秀学校表彰

12月 - ロボット部第19回創造アイデアロボットコンテスト全国大会ベスト16
- 2019年11月9日 - 創立20周年記念式典開催

- ロボット部第20回創造アイデアロボットコンテスト優勝
12月23日 - 演劇部　都大会優秀賞
1月25日 - ロボット部　全国大会出場
- 2021年7月29日 - 吹奏楽部 第61回東京都中学校吹奏楽コンクールＢ組金賞
- 2022年7月29日 - 吹奏楽部 第62回東京都中学校吹奏楽コンクールＢ組金賞
- 2023年4月1日 - 制服がポロシャツにリニューアル

8月5日 - 吹奏楽部 第63回東京都中学校吹奏楽コンクールＢ組金賞・3年連続金賞の特別表彰
- 2024年1月20日 - ロボット部 創造アイデアロボットコンテスト全国中学生大会 優勝

1月21日 - 吹奏楽部 第57回 アンサンブルコンテスト 木管八重奏 金賞 都大会進出
7月31日 - 吹奏楽部 第64回東京都中学校吹奏楽コンクールＢ組金賞(4年連続)
- 2025年1月19日 - 吹奏楽部 第58回 アンサンブルコンテスト 管楽八重奏 銀賞

7月30日 - 吹奏楽部 第65回東京都中学校吹奏楽コンクールＢ組金賞(5年連続)

## 関係者
出身者
- 田淵幸一 - プロ野球選手 / 高田中学校卒
- 山下達郎 - ミュージシャン / 高田中学校卒